# Philogenia
Philogenia is een geslacht van libellen (Odonata) uit de familie van de Megapodagrionidae (Vlakvleugeljuffers).

## Soorten
Philogenia omvat 36 soorten:
- Philogenia augusti Calvert, 1924
- Philogenia berenice Higgins, 1901
- Philogenia boliviana Bick & Bick, 1988
- Philogenia buenavista Bick & Bick, 1988
- Philogenia carrillica Calvert, 1907
- Philogenia cassandra Hagen in Selys, 1862
- Philogenia championi Calvert, 1901
- Philogenia compressa Dunkle, 1990
- Philogenia cristalina Calvert, 1924
- Philogenia ebona Dunkle, 1986
- Philogenia elisabeta Calvert, 1924
- Philogenia expansa Calvert, 1924
- Philogenia ferox Rácenis, 1959
- Philogenia helena Hagen, 1869
- Philogenia iquita Dunkle, 1990
- Philogenia lankesteri Calvert, 1924
- Philogenia leonora Westfall & Cumming, 1956
- Philogenia macuma Dunkle, 1986
- Philogenia mangosisa Bick & Bick, 1988
- Philogenia margarita Selys, 1862
- Philogenia marinasilva Machado, 2010
- Philogenia minteri Dunkle, 1986
- Philogenia monotis (Kennedy, 1941)
- Philogenia peacocki Brooks, 1989
- Philogenia peruviana Bick & Bick, 1988
- Philogenia polyxena Calvert, 1924
- Philogenia raphaella Selys, 1886
- Philogenia redunca Cook, 1989
- Philogenia schmidti Ris, 1918
- Philogenia silvarum Ris, 1918
- Philogenia strigilis Donnelly, 1989
- Philogenia sucra Dunkle, 1986
- Philogenia terraba Calvert, 1907
- Philogenia tinalandia Bick & Bick, 1988
- Philogenia umbrosa Ris, 1918
- Philogenia zeteki Westfall & Cumming, 1956